# Кипарисовунон
Кипарисовунон (греч. Κυπαρισσόβουνον, тур. Selvili Tepe) — горная вершина в северной части острова Кипр. Высота 1024 м над уровнем моря. Является высочайшей точкой Северного Кипра и северного хребта Кириния с крутыми склонами, очень сухого из-за пористой почвы, который тянется на северо-восток до узкого полуострова Карпас.